# (1692) Subbotina
(1692) Subbotina – planetoida z pasa głównego asteroid okrążająca Słońce w ciągu 4 lat i 241 dni w średniej odległości 2,79 au. Została odkryta 16 sierpnia 1936 roku w Obserwatorium Simejiz na górze Koszka na Półwyspie Krymskim przez Grigorija Nieujmina. Nazwa planetoidy pochodzi od Michaiła Subbotina (1893–1966), radzieckiego astronoma, dyrektora Instytutu Astronomii Teoretycznej w Leningradzie. Przed nadaniem nazwy planetoida nosiła oznaczenie tymczasowe (1692) 1936 QD.